# Avdullah Hoti
Avdullah Hoti (Rahovec, 4 febbraio 1976) è un politico kosovaro, ex Primo ministro del Kosovo.

## Biografia

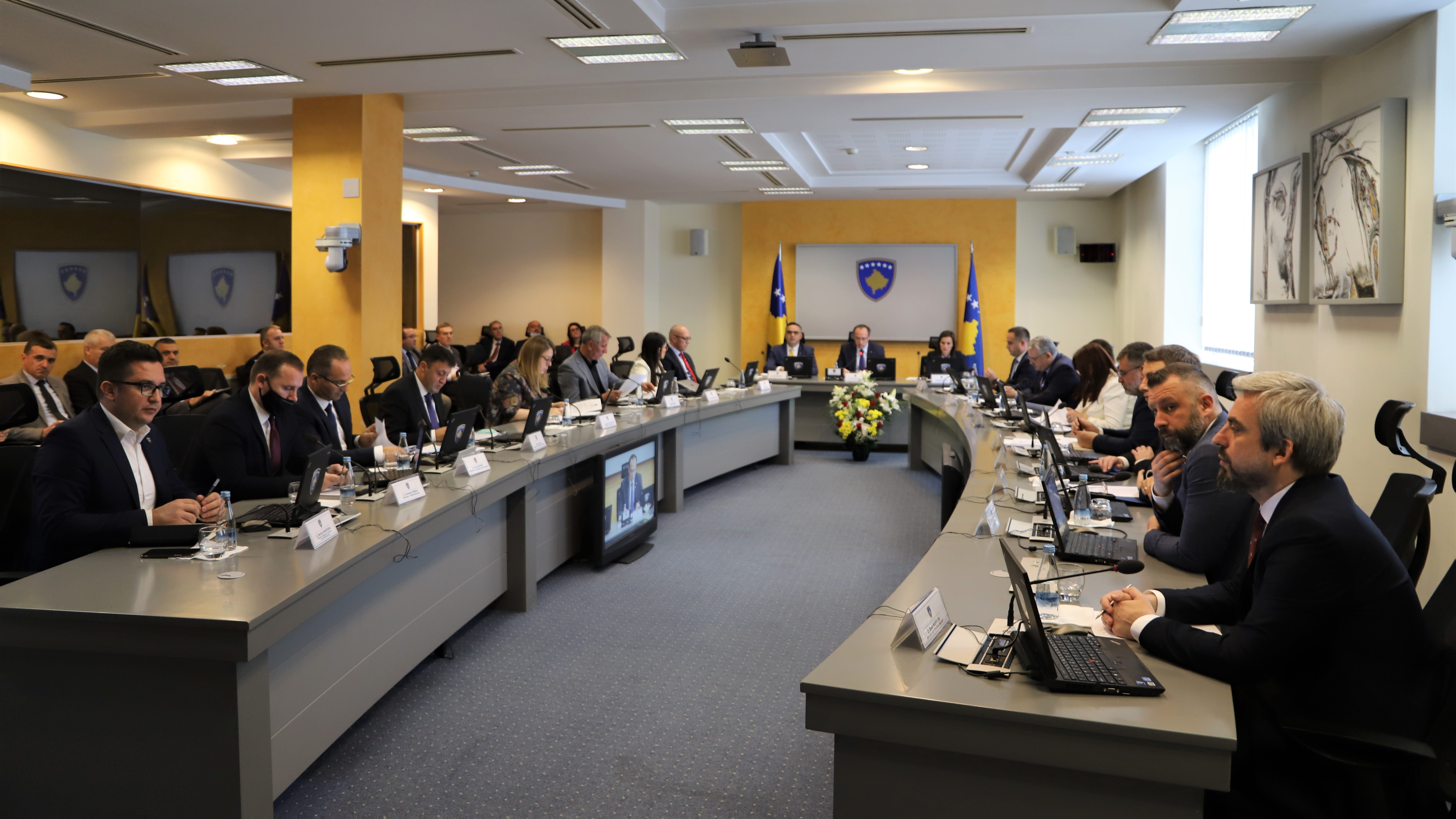
Il Governo Hoti.

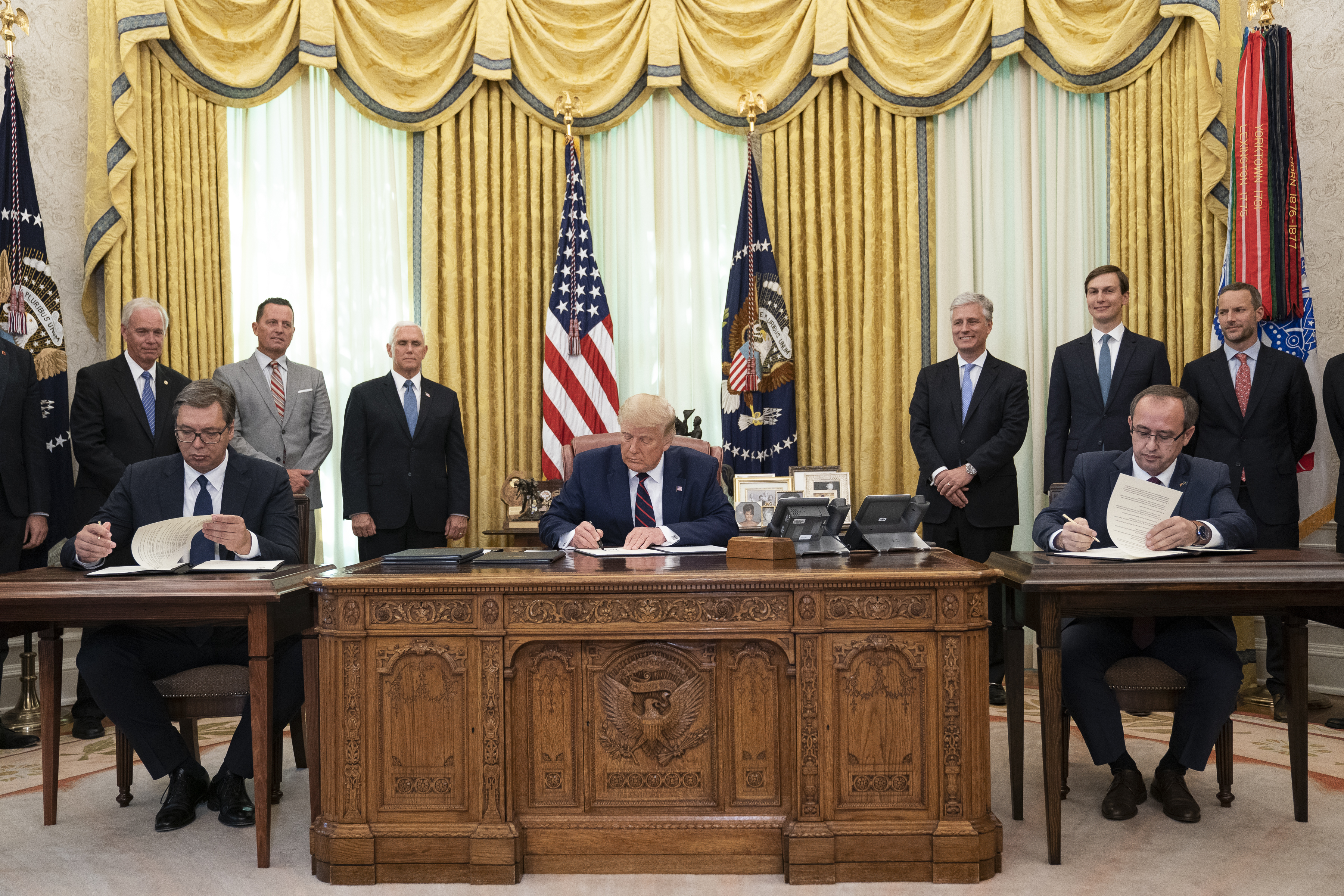
Il momento della sottoscrizione dell'Accordo di normalizzazione economica alla Casa Bianca. A sinistra Aleksandar Vučić, al centro Donald Trump, a destra Avdullah Hoti.

È stato ministro delle finanze tra il 2014 e il 2017 nel governo di coalizione PDK-LDK. È stato candidato premier della coalizione guidata dal LDK alle elezioni parlamentari kosovare del 2017. È stato capo del gruppo parlamentare del LDK dal 2017 fino al 2020, quando ha assunto la carica di Vice Primo Ministro.
È stato nominato Primo ministro dal Presidente Hashim Thaçi successivamente alla crisi di governo che il 25 marzo 2020 ha portato alla sfiducia di Albin Kurti. Il 3 giugno 2020 ha ottenuto la fiducia dal Parlamento con 61 voti a favore, 24 contrari e 1 astenuto. È stato sostenuto da una coalizione formata da LDK, Alleanza per il futuro del Kosovo (AAK), Nisma, e Srpska Lista (SL).
Non appena formato il Governo ha eliminato il principio di reciprocità con la Serbia e la Bosnia, introdotto solo pochi mesi prima dal governo di Albin Kurti in virtù del mancato riconoscimento internazionale, con l'intento di aprire un dialogo tra i Paesi della regione balcanica.
Il 4 settembre 2020 il suo Governo ha concluso un accordo internazionale in materia economica del valore di oltre 1 miliardo di euro con la Serbia, sottoscrivendo l'accordo presso la Casa Bianca, negli Stati Uniti d'America. Il trattato prevede anche la creazione di una zona di libero scambio e l'eliminazione dei dazi. Con il Governo statunitense si è impegnato a stabilire relazioni diplomatiche con Israele.
Il 21 dicembre 2020, la corte costituzionale del Kosovo ha stabilito l'invalidità del voto a sostegno del governo del primo ministro Avdullah Hoti dato dal deputato Etem Arifi - condannato nel 2019 per corruzione a un anno e tre mesi di reclusione -, della minoranza Partia Ashkalinjëve për Integrim, determinando le dimissioni del governo. Il voto di Arifi, infatti, era stato decisivo, considerato che il governo disponeva di 61 voti alla camera su 120 seggi e senza di esso non avrebbe ottenuto la fiducia. A seguito delle dimissioni del governo, la camera è stata sciolta e sono state indette nuove elezioni per il giorno 14 febbraio 2021.
Alle elezioni del 2021 la lista della Lega Democratica del Kosovo (la quale includeva i candidati di Alleanza per un Nuovo Kosovo), che lo sosteneva ha ottenuto circa il 13,08 % dei voti.